# La bestia (película de 1975)
La bestia (en francés: La Bête) es una película francesa de terror y cine erótico de 1975 escrita, editada y dirigida por Walerian Borowczyk. Comparada a menudo con el relato de La Bella y la Bestia, no hay paralelismos en la trama, salvo que presenta la relación entre una bestia y una mujer. La película destacó inicialmente por su contenido sexual explícito, incluida la teratofilia (atracción por los monstruos). Con el paso de los años, se ha convertido en una película de culto.
Una adaptación libre de la novela Lokis de Prosper Mérimée fue concebida originalmente en 1972 como una película en sí misma. Sin embargo, Borowczyk la adaptó posteriormente en forma de relato (La véritable histoire de la bête du Gévaudan) en su película Cuentos inmorales (1973), conformada por seis relatos. Tras ser publicada como una película de cuatro historias, dicho metraje se convirtió en una secuencia onírica en La bestia.

## Sinopsis
El hombre de negocios Philip Broadhurst muere y deja sus bienes a su hija Lucy, con la condición de que se case con Mathurin, el hijo del marqués Pierre de l'Esperance, en un plazo de seis meses. Mathurin, quien dirige el negocio familiar de cría de caballos, es tímido y nunca ha sido bautizado. Lo que no sabe Lucy es que, detrás de su apariencia normal, se esconde un secreto oscuro.

## Reparto
- Sirpa Lane es Romilda de l'Esperance
- Lisbeth Hummel es Lucy Broadhurst
- Elisabeth Kaza es Virginia Broadhurst
- Pierre Benedetti es Mathurin de l'Esperance
- Guy Tréjan es Pierre de l'Esperance
- Roland Armontel es el cura
- Marcel Dalio es Rammondelo
- Robert Capia es Roberto Capia
- Pascale Rivault es Clarisse de l'Esperance